# Trina Robbins

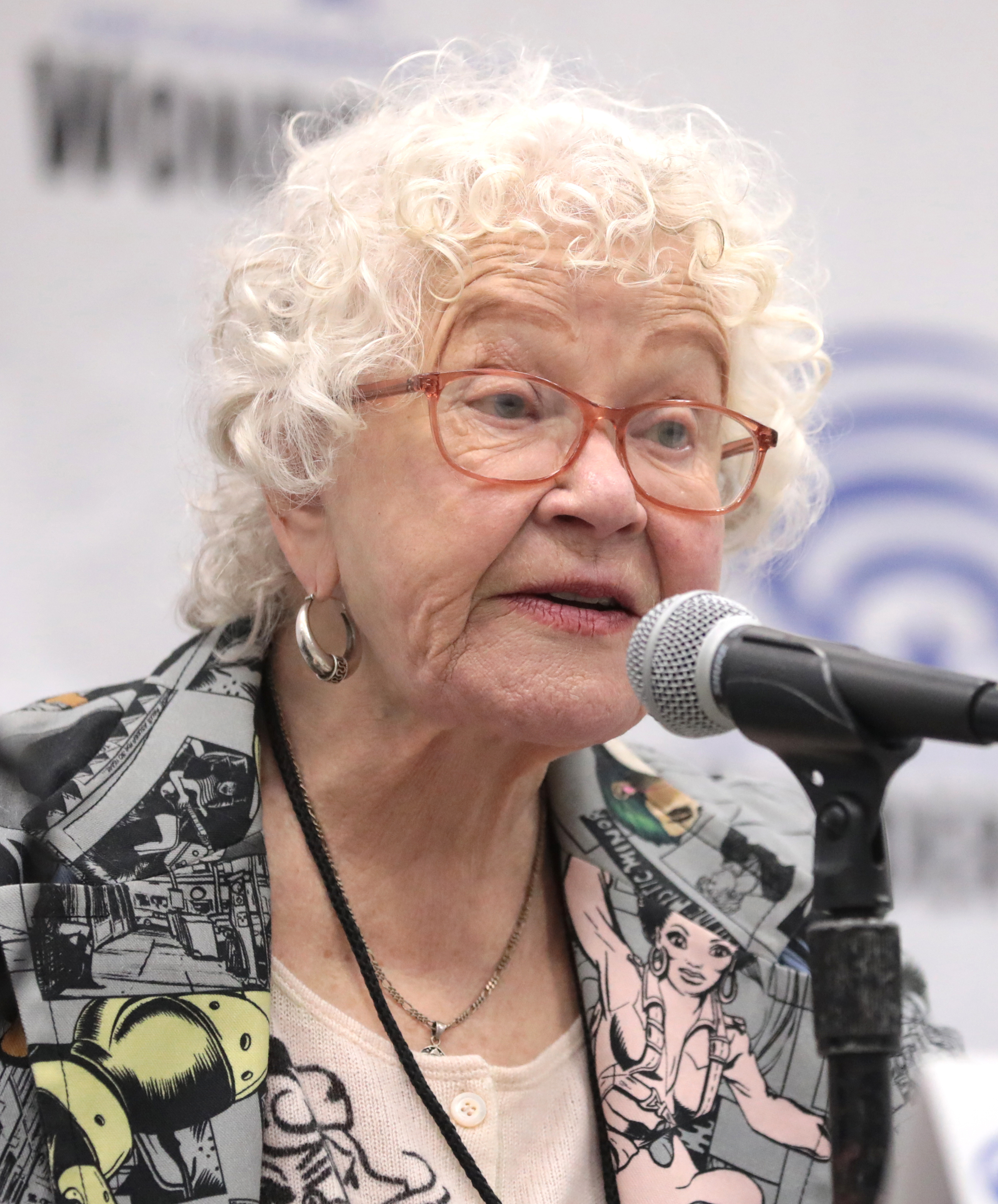
Trina Robbins auf der WonderCon (2023)

Trina Robbins (* 17. August 1938 in Brooklyn, New York City; † 10. April 2024 in San Francisco) war eine US-amerikanische Comix-Zeichnerin. Sie war eine frühe Wegbereiterin des Underground-Comics und eine der wenigen Frauen zu dieser Zeit, die im Comic-Business tätig waren. Neben Comics hat Trina Robbins auch Sachbücher geschrieben.

## Werdegang
Trina Robbins’ erste Illustrationen wurden in Science-Fiction-Fanzines wie Habakkuk in New York veröffentlicht. Es folgten erste Comics für die New Yorker Underground-Zeitung East Village Other Ende der 1960er Jahre. Um für East Village Other arbeiten zu können, zog sie 1966 von Los Angeles nach New York und war dort mehrere Jahre für das Magazin tätig. Sie kümmerte sich um Werbung, zeichnete und posierte für die November-Ausgabe 1966 als „Slum Goddess“. Ihren Lebensunterhalt verdiente sie überwiegend mit dem Verkauf selbstgenähter Kleidung. 1967 traf sie Art Spiegelman, der sie mit Woody Gelman bekannt machte. Für ihn entwarf sie mehrere Sticker.
1969 war sie an der Entwicklung der Figur Vampirella beteiligt und kreierte das knappe Kostüm des weiblichen Vampirs. 1970 verließ sie New York und zog nach San Francisco, wo sie sich am ersten feministischen Comic-Heft It Ain’t Me, Babe beteiligte, das Comics von Trina und weiteren sechs Zeichnerinnen enthielt. Sie begann, andere Frauen in der Comic-Szene zu suchen und mit ihnen gemeinsam zu arbeiten.
Zwei Jahre später veröffentlichte sie mit Terry Richards, Lee Marrs und anderen „Wimmen’s Comix“, ein Magazin, in dem ausschließlich Frauen Comics publizierten. Die Verantwortung für die Ausgabe lag nach einem Rotationsprinzip jeweils bei zwei Zeichnerinnen, die von den anderen unterstützt wurden. Die Arbeit wurde als Kollektiv verstanden. Nach Ausgabe 7 gab es eine längere Pause und erst in den 1980er-Jahren wurde das Magazin wiederbelebt. Der Titel wurde zu Wimmin’s Comix verändert. Nach Ausgabe 17 wurde das Magazin 1991 eingestellt.
1974 zeichnete sie dann für die Heftserie Comix Book für Marvel Comics. 1983 erschien ihr Buch Woman and Comics und kurz darauf bei DC Comics eine Wonder-Woman-Miniserie von ihr. Ab Ende der 1990er Jahre verfasste sie weitere Bücher zum Thema „Frauen und Comic“. Sie arbeitete auch an einer Adaption von Sax Rohmers Dope für Eclipse Comics und GoGirl mit Anne Timmons für Image Comics.
Sie starb am 10. April 2024 im Alter von 85 Jahren.

## Auszeichnungen
Trina Robbins erhielt 1989 eine Auszeichnung der San Diego Comic Con für Strip AIDS U.S.A., was in Zusammenarbeit mit Bill Sienkiewicz und Robert Triptow entstand.
Auf der San Diego Comic-Con im Juli 2013 wurde Robbins in die Will Eisner Hall of Fame aufgenommen.
Im Jahr 2017 gewann sie zusammen mit Gary Groth und Michael Catron den Eisner-Award in der Kategorie Best Archival Collection/Project—Comic Books (at least 20 Years Old) mit dem Buch The Complete Wimmen’s Comix und im Jahr 2021 den Eisner Award for Best Archival Collection/Project—Strips für The Flapper Queens: Women Cartoonists of the Jazz Age
Im Jahr 2023 verlieh ihr die Universität Bordeaux Montaigne den Ehrendoktor.
Im November 2023 verlieh das Center for Jewish History Trina Robbins den Macherke Award der JewCie Awards.

## Alben
1977 erschien beim Volksverlag ein U-Comix-Sonderband (Nr. 13) mit ihren Arbeiten.

## Trivia
Trina Robbins gehörte um 1970 zum Freundeskreis von Joni Mitchell, die sie im Titelsong ihres Albums Ladies of the Canyon porträtierte.

## Sachbücher

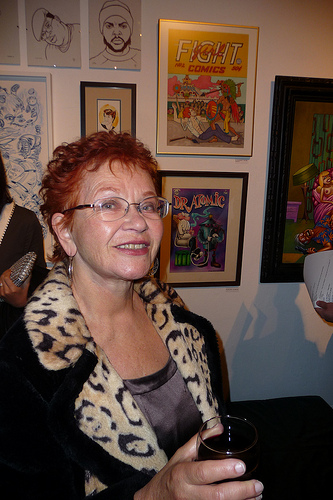
Trina Robbins bei einer Underground-Comic-Ausstellung in San Francisco (2010)

- Women and the Comics by Catherine Yronwode and Trina Robbins (Eclipse, 1983) ISBN 0-913035-01-7.
- A Century of Women Cartoonists (Kitchen Sink, 1993) ISBN 0-87816-206-2.
- The Great Women Superheroes (Kitchen Sink, 1997) ISBN 0-87816-482-0.
- From Girls to Grrrlz: A History of Women’s Comics from Teens to Zines (Chronicle, 1999) ISBN 0-8118-2199-4.
- The Great Women Cartoonists (Watson-Guptill, 2001) ISBN 0-8230-2170-X.
- Nell Brinkley and the New Woman in the Early 20th Century (McFarland & Co., 2001) ISBN 0-7864-1151-1.
- Eternally Bad: Goddesses with Attitude (Conari Press, 2001) ISBN 1-57324-550-X.
- Tender Murderers: Women Who Kill (Conari Press, 2003) ISBN 1-57324-821-5.
- Wild Irish Roses: Tales of Brigits, Kathleens, and Warrior Queens (Conari Press, 2004) ISBN 1-57324-952-1.
- The Brinkley Girls (Fantagraphics Books, 2009) ISBN 978-1-56097-970-8.
- Forbidden City: The Golden Age of Chinese Nightclubs (Hampton Press, 2009) ISBN 978-1-57273-947-5.